# Anna Köhler
Anna Köhler (Lindenfels, 4 de agosto de 1993) es una deportista alemana que compite en bobsleigh en la modalidad doble.
Ganó una medalla de oro en el Campeonato Mundial de Bobsleigh de 2020 y una medalla de bronce en el Campeonato Europeo de Bobsleigh de 2018.

## Palmarés internacional
| Campeonato Mundial | Campeonato Mundial | Campeonato Mundial | Campeonato Mundial |
| Año                | Lugar              | Medalla            | Prueba             |
| ------------------ | ------------------ | ------------------ | ------------------ |
| 2019               | Whistler (Canadá)  | Medalla de oro     | Equipo             |
| Campeonato Europeo |                    |                    |                    |
| Año                | Lugar              | Medalla            | Prueba             |
| 2018               | Igls (Austria)     | Medalla de bronce  | Doble              |